# John Docherty (Boxer)
John Docherty (* 30. Oktober 1997 in Inverness, Schottland) ist ein schottischer Profiboxer im Supermittelgewicht.

## Amateurkarriere
John Docherty lebte in Montrose und trainierte im Byron Boxing Club unter Trainer Kevin Kerr. Der Rechtsausleger wurde unter anderem 2014 schottischer Jugendmeister im Weltergewicht, sowie 2015 schottischer Jugendmeister im Mittelgewicht. Zudem war er jeweils Viertelfinalist der Junioren-Europameisterschaften 2013 in Russland und der Jugend-Europameisterschaften 2014 in Kroatien sowie Achtelfinalist der Jugend-Weltmeisterschaften 2014 in Bulgarien.
2015 gewann er die Goldmedaille im Mittelgewicht bei den Commonwealth-Jugendspielen in Samoa und die Silbermedaille im Mittelgewicht bei den Jugend-Europameisterschaften in Polen.
Bei den Erwachsenen wurde er 2016 und 2017 schottischer Meister im Mittelgewicht und konnte 2017 auch die britischen Meisterschaften gewinnen. Er nahm daraufhin bei den Commonwealth Games 2018 in Australien teil, besiegte Jean Alberte aus Mauritius, Andreas Kokkinos aus Zypern und Benjamin Whittaker aus England, ehe er im Halbfinale gegen Wilfried Ntsengue aus Kamerun unterlag und eine Bronzemedaille im Mittelgewicht gewann.

## Profikarriere
Im Juli 2018 unterzeichnete Docherty einen Profivertrag bei Matchroom Boxing des Promoters Eddie Hearn und wird in Essex von Tony Sims trainiert. Sein Debüt gewann er am 13. Oktober 2018 durch K. o. in der ersten Runde gegen Jordan Latimer (2-0).